# Dom (povo)
Os Dom (tamb "Doma" e "Domi"; em árabe: دومي / ALA-LC: Dūmī , دومري / Dūmrī ; em árabe egípcio:  هناجره Hanagra ), do Oriente Médio, Norte da África, Cáucaso, Ásia Central e Subcontinente Indiano, são um dos grupos étnicos Indo-arianos.

## Cultura
Os Dom têm uma tradição oral e expressam sua cultura e história através de música, poesia e dança. Inicialmente, acreditava-se que eles eram um ramo dos Ciganos, mas estudos recentes da língua domari sugerem que eles partiram mais cedo do que os Romani do subcontinente indiano, provavelmente por volta do século VI..
O nome utilizado mundialmente pelos ciganos para se identificarem é o termo "Htom", que em língua romaní significa um homem. As palavras Rom e Lom são usadas para descrever os povos romanistas (ciganos) que divergiram no século VI. Várias tribos se mudaram para a Europa ocidental e são chamadas Rom, enquanto os que permaneceram na Pérsia e na Turquia são chamados Dom.
Entre os vários subgrupos de Domari, o Ghawazi é o mais famoso por sua dança e música. Os dançarinos Ghawazi foram associados ao desenvolvimento do estilo egípcio [raqs sharqi

## Distribuição
A maioria da população estimada de 2,2 milhões vive em Turquia, Egito e Irã com números significativos em Iraque. Populações mais pequenas são encontradas em Líbia, Tunísia, Argélia, Marrocos, Sudão, Jordânia, Síria e outros países de Oriente Médio e África do Norte.
A população real é desconhecida, uma vez que alguns Dom são excluídos dos censos nacionais e outros se rotulam em termos das nações onde vivem e não como Dom. Hoje em dia, eles falam as línguas dominantes de suas sociedades maiores, mas a língua Domari, sua língua nacional continua sendo falada por comunidades mais isoladas. Os iranianos os chamaram de  gurbati  ou  kouli , ambos significando "estrangeiros".
Há uma grande concentração de Dom / Ciganos na Jordânia. Os pesquisadores afirmam que "eles se acomodam ao racismo árabe escondendo sua identidade étnica", uma vez que não seriam aceitos na sociedade árabe uma vez que sua verdadeira identidade fosse revelada. Outro grupo de “Dom” é originário do Irã, são os Lori, que são encontrados nas regiões Balúchis do sudeste do país.
Há também uma pequena comunidade similar com alguns antepassados romaniches coloniais em Malta. Essa comunidade é chamada maltês romanichal.